# PrankStars
PrankStars es un reality de cámara oculta que se estrenó en Disney Channel el 15 de julio de 2011. Es conducido por la estrella de Pair of Kings y Hannah Montana, Mitchel Musso. La serie involucra a niños y adolescentes establecidos por sus amigos y familiares para conocer a sus estrellas favoritas en "impredecibles y humorísticas" bromas. El espectáculo es el primer reality de Disney Channel, desde Totally in Tune. Los episodios de la serie se estrenan mensualmente en lugar de semanalmente. En Canadá, Family Channel emitió dos episodios el 30 de septiembre de 2011, antes del estreno de Jessie. Family sólo emitió PrankStars un día después de que tomó la serie fuera del aire el 18 de octubre de 2011. Los dos episodios fueron Something To Chew On (Pilot) y Walk The Prank.
La serie ya no aparece en horario estadounidense en Disney Channel, aunque han continuado los episodios al aire y el estreno en el Reino Unido. En Estados Unidos, la emisión del cuarto episodio se dio un día antes del arresto de Mitchel Musso a mediados de octubre de 2011, por conducir mientras estaba intoxicado, cuya consecuencia fue que sea sacado del elenco de Par de Reyes, y los últimos dos episodios, solo fueron transmitidos en el Reino Unido y en Latinoamérica. 

## Estrellas
| Estrella           | Episodio | Serie/Película                    |
| ------------------ | -------- | --------------------------------- |
| Selena Gomez       | 1        | Wizards of Waverly Place          |
| Mitchel Musso      | 1        | Pair of Kings, Hannah Montana     |
| Debby Ryan         | 1        | Jessie, The Suite Life on Deck    |
| Adam Hicks         | 2        | Lemonade Mouth, Zeke & Luther     |
| China Anne McClain | 2        | A.N.T. Farm                       |
| Cody Simpson       | 3        | Músico/banda                      |
| Zendaya            | 3        | Shake It Up, Frenemies            |
| Leo Howard         | 4        | Kickin' It                        |
| Tiffany Thornton   | 4        | So Random!, Sonny with a Chance   |
| Raven-Symoné       | 5        | That's So Raven                   |
| Bella Thorne       | 5        | Shake It Up, Frenemies            |
| Allstar Weekend    | 6        | Músico/banda                      |
| Bridgit Mendler    | 6        | Good Luck Charlie, Lemonade Mouth |

## Doblaje al español

### Doblaje para América Latina
| Personaje        | Actor original   | Actor de doblaje    | Actor de doblaje  |
| ---------------- | ---------------- | ------------------- | ----------------- |
| Mitchel Musso    | Mitchel Musso    | Abraham Vega        | Bandera de México |
| Kira Soltanovich | Kira Soltanovich | Paty Hannidez       | Bandera de México |
| Julia Lea Wolov  | Julia Lea Wolov  | Paulina Soto        | Bandera de México |
| Sean Klitzner    | Sean Klitzner    | Luis Daniel Ramírez | Bandera de México |
| Insertos         | N/D              | Juan Carlos Tinoco  | Bandera de México |

Personajes episódicos
| Personaje                               | Actor original     | Actor de doblaje      | Actor de doblaje     | Episodio |
| --------------------------------------- | ------------------ | --------------------- | -------------------- | -------- |
| Selena Gomez                            | Selena Gomez       | Lupita Leal           | Bandera de México    | 1        |
| Debby Ryan                              | Debby Ryan         | Cynthia de Pando      | Bandera de México    | 1        |
| Mary                                    | Mary               | Andrea Orozco         | Bandera de México    | 1        |
| Albany                                  | Albany             | Monserrat Mendoza     | Bandera de México    | 1        |
| Luke                                    | Luke               | Miguel Ángel Leal     | Bandera de México    | 1        |
| Tiffany (falsa reportera)               | Tiffany Thomas     | Marisol Romero        | Bandera de México    | 1        |
| China Anne McClain                      | China Anne McClain | Gisela Viviano        | Bandera de Argentina | 2        |
| Adam Hicks                              | Adam Hicks         | Diego Armando Ángeles | Bandera de México    | 2        |
| Sacoiya                                 | Sacoiya            | Alondra Hidalgo       | Bandera de México    | 2        |
| Zak                                     | Zak                | Rodrigo Gutiérrez     | Bandera de México    | 2        |
| Zendaya                                 | Zendaya            | Constanza Lechuga     | Bandera de México    | 3        |
| Jordan                                  | Jordan             | Itzel Mendoza         | Bandera de México    | 3        |
| Cody Simpson                            | Cody Simpson       | Miguel Ángel Ruiz     | Bandera de México    | 3        |
| Emily                                   | Emily              | Valentina Souza       | Bandera de México    | 3        |
| Madre de Jordan                         | Madre de Jordan    | Rebeca Acosta         | Bandera de México    | 3        |
| Padre de Emily                          | Padre de Emily     | Enrique Cervantes     | Bandera de México    | 3        |
| Brandon (falso mánager de Cody Simpson) | Brandon Gibson     | Gerardo García        | Bandera de México    | 3        |
| Tiffany Thornton                        | Tiffany Thornton   | Mireya Mendoza        | Bandera de México    | 4        |
| Darby                                   | Darby              | Annie Rojas           | Bandera de México    | 4        |
| Ben (falso productor musical)           | Ben Begley         | Ricardo Méndez        | Bandera de México    | 4        |
| Leo Howard                              | Leo Howard         | Alan García           | Bandera de México    | 4        |
| Matt                                    | Matt               | Ricky Mendoza         | Bandera de México    | 4        |
| Madre de Darby                          | Madre de Darby     | Rocío Prado           | Bandera de México    | 4        |
| Madre de Matt                           | Madre de Matt      | Maggie Vera           | Bandera de México    | 4        |
| Raven-Symoné                            | Raven-Symoné       | Marisol Romero        | Bandera de México    | 5        |
| Jade                                    | Jade               | Andrea Orozco         | Bandera de México    | 5        |
| Shondrella (Falsa asistente de Raven)   | Shondrella Avery   | Cony Madera           | Bandera de México    | 5        |
| Bella Thorne                            | Bella Thorne       | Anaís Portillo        | Bandera de México    | 5        |
| Summer                                  | Summer             | Karen Vallejo         | Bandera de México    | 5        |
| Madre de Jade                           | Madre de Jade      | Magda Tenorio         | Bandera de México    | 5        |
| Madre de Summer                         | Madre de Summer    | Katalina Múzquiz      | Bandera de México    | 5        |
| Bridgit Mendler                         | Bridgit Mendler    | Jessica Ángeles       | Bandera de México    | 6        |

Voces adicionales
- Itzel Mendoza
- Raymundo Armijo
- Juan Carlos Malanche
- Ana Teresa Ávila
- Mariana Ortiz
- José Luis Miranda
- Magda Tenorio
- Roxana Pastrana
- Erick Salinas
- Gaby Guzmán
- Gisella Ramírez
- Pablo Sosa
- Adriana Casas

Créditos técnicos
- Estudio de Doblaje: Diseño en Audio S.A. de C.V.
- Director: Gerardo García
- Traductor Adaptador: Yuri Takenaga
- Gerente Creativo: Pedro De La Llata
- Director Creativo: Raúl Aldana
- Doblaje al español producido por: Disney Character Voices International, Inc.

## Episodios de PrankSatrs
| Temporada | Episodios | Estados Unidos      | Estados Unidos          | Hispanoamérica         | Hispanoamérica          | España                  | España                  |
| Temporada | Episodios | Comienzo            | Final                   | Comienzo               | Final                   | Comienzo                | Final                   |
| --------- | --------- | ------------------- | ----------------------- | ---------------------- | ----------------------- | ----------------------- | ----------------------- |
| 1         | 6         | 15 de julio de 2011 | 16 de diciembre de 2011 | 7 de noviembre de 2011 | 16 de diciembre de 2012 | 16 de diciembre de 2011 | 28 de diciembre de 2012 |